# Рогова Катерина Валеріївна
Катери́на Вале́ріївна Рогова (нар. 12 червня 1983, Київ) — співачка, авторка пісень, поетеса, лідерка проєктів «Indie-Ya», ІЯ, K.A.T.Y.A, INAIA.

## Життєпис
Народилася в сім'ї літуна-випробувача. Онука фотокореспондентів Ірини Пап та Бориса Градова. Займається музикою з 5 років. Співала в дитячому хорі «Щедрик».
У шкільні роки періодично живе та гастролює у Франції з колективом «Popeluchka». У 2005 закінчила Київський інститут музики імені Рейнгольда Глієра, відділення класичного співу.

## «Indie-Ya»
У 2008 році разом із Сергієм Мартиновим, гітаристом «Димна суміш» створює гурт «Indie-Ya», для якої пише перші пісні французькою та англійською мовами. У музиці «Indie-Ya» використовує синтезатори та семплери вкупі з етнічними інструментами, такими як фісгармонія, ситара, табла, дарбука тощо.
У 2010 році «Indie-Ya» випускає дебютний альбом «Divine». У записі задіяні музиканти гурту «Димна суміш» Сергій Мартинов (музика, гітара, ситар, зведення), Олександр Чемеров (музика, беквокал) та Олег Федосов (барабани, зведення). Автором усіх текстів є Катерина Рогова.
Головний сингл з альбому «L'Or» був у ротації українських радіостанцій, а однойменне відео — на телеканалах України та Росії. Кліп знятий за участі Олександра Чемерова, лідера гурту «Димна суміш», режисер Євгенія Павлова. У 2012 році «Indie-Ya» стала провідним гуртом міжнародного фестивалю Donau Pop Camp (Ульм, Німеччина).

## Ія
1 квітня 2013 року Катерина Рогова під псевдонімом Ія презентує перший кліп на пісню «Костер» (режисер Христина Бардаш). Відео зняте в національному парку «Секвоя» (Каліфорнія). У записі пісні взяв участь вокаліст гурту «Нервы» Євгеній Мільковський.
Через два тижні виходить кліп на пісню «Видела» (режисер Христина Бардаш). Знімання відбувалося в Лос-Анджелесі. Незабаром кліп «Видела» опинився на першій сходинці чарту «MTV Росія»[джерело?].
Пісня «Інтернет», записана з гуртом «Нервы», увійшла до списку саундтреків першого сезону серіалу «Фізрук». Кліп на пісню знімали в Коростишівському кар'єрі.

## K.A.T.Y.A
У лютому 2014 Катерина Рогова припинила співпрацю з лейблом «Kruzheva Music» та змінила  сценічне ім'я.
У липні 2014 K.A.T.Y.A вирушає в турне по Німеччині. У рамках туру гурт брав участь у музичному фестивалі «Donau Fest», зіграв клубний концерт у Берліні, а також виступив на площі Марієнплац у Мюнхені в рамках святкування Christopher Street Day.
У вересні 2014 відбулась прем'єра кліпу на пісню «Новый файл» за участю «Apache Crew».
У 2015 виходить мініальбом «Секреты» та альбом «Кем была я»
На підтримку альбому виходить анімаційне відео «Кем была я», створене художниками Гошою Винокуровим та Ells Wake.
Відео «Кем была я» потрапляє до рейтингу 15-ти найкращих українських музичних відео 2015 року за версією сайту «Bestin.ua»
У лютому 2015 K.A.T.Y.A виступає на розігріві в Івана Дорна в рамках туру «Randorn». У 2016 році Катерина Рогова працює над своїм новим альбомом, записує треки «Голые» та «Свет» для релізу Morphom «8x8», виступає на фестивалях «Файне місто» та «Atlas Weekend».

## Дискографія

### Студійні альбоми
- (2010) Indie-ya «Divine»
- (2015) K.A.T.Y.A EP"Секреты"
- (2015) K.A.T.Y.A «Кем Была Я»

### Відеокліпи
| Рік  | Проєкт    | Музичне відео                | Режисер(-ка)                       |
| ---- | --------- | ---------------------------- | ---------------------------------- |
| 2013 | Ія        | Костер                       | Христина Бардаш                    |
| 2013 | Ія        | Видела                       | Христина Бардаш                    |
| 2013 | Ія        | Секреты                      | Христина Бардаш                    |
| 2013 | Ія        | Интернет feat. Нервы         | Христина Бардаш                    |
| 2014 | K.A.T.Y.A | Новый Файл feat. Apache Crew | Анатолій Сачівко                   |
| 2015 | K.A.T.Y.A | Кем была я                   | К. Рогова, Г. Винокуров, Ells Wake |